# Atiq Rahimi
Atiq Rahimi é um escritor e cineasta afegão nascido em Cabul, Afeganistão, no ano de 1962. Tem dupla nacionalidade francesa e afegã.
Durante a guerra nos anos 80 saiu de seu país, já que estudou em uma escola franco-afegã, refugiou-se na França, onde vive até hoje. Apesar de falar francês fluentemente, escreve em dari, língua falada no norte, noroeste do Afeganistão. Não só é formado em Letras, mas também em cinema, está produzindo um filme de seu primeiro romance publicado, Terra e Cinzas.
Existem quatro livros publicados no Brasil, Terra e Cinzas, As Mil Casas do Sonho e do Terror, Syngué sabour - Pedra de paciência e Maldito Seja Dostoiévski, todos pela Editora Estação Liberdade.
Foi vencedor do Prêmio Goncourt em 2008 pelo seu livro «Syngué sabour. Pierre de patience» o primeiro escrito em francês.

## Obra
- Terre et cendres, Paris, P.O.L., 2000. ("Terra e cinzas")
- Les Mille Maisons du rêve et de la terreur, Paris, P.O.L., 2002. ("As mil casas do sonho e do terror")
- Le Retour imaginaire, Paris, P.O.L., 2005. ("O retorno imaginário")
- Syngué sabour - Pierre de patience, Paris, P.O.L., 2008 ("Singuê sabúr - Pedra de paciência")
- Maudit soit Dostoïevski, Paris, P.O.L., 2011. ("Maldito Seja Doistoïevski")
- La ballade du calame, Paris, L'iconoclaste, 2015. ("A balada do cálamo")